# アタゴ
アタゴ（ATAGO CO.,LTD）は東京都港区芝公園に本社を置く屈折計・糖度計など科学計測機器の開発・製造・販売・輸出をするメーカーである。

## 概要
1940年9月に創業。設立当初から屈折計を手掛け、手持屈折計を世界で初めて開発した。屈折率標準液等のJCSS校正事業者として、2010年11月に独立行政法人製品評価技術基盤機構（NITE）認定センター（IA Japan）から認定され登録を取得した。 固体屈折率標準においては、平成23年4月に国際MRA対応の認定を受けている。

## 拠点
- 東京本社 - 東京都港区芝公園2-6-3 芝公園フロントタワー23階
- 深谷工場 - 埼玉県深谷市小前田501
- 支社 - USA、インド、中国、ブラジル、ロシア、カザフスタン、イタリア、タイ

## 沿革
- 1940年 - 雨宮喜平治が東京都豊島区池袋に雨宮精器製作所 設立。
- 1951年 - 東京都文京区湯島に営業所を設置。工場を埼玉県大里郡寄居町に置く。
- 1956年 - 埼玉県大里郡寄居町藤田に、寄居工場を建設。社名を株式会社アタゴ光学器械製作所と改称。
- 1960年 - 東京都文京区湯島新花町に移転。
- 1968年 - 東京都板橋区本町に研究所を開設。
- 1971年 - 埼玉県大里郡寄居町に新工場を建設。
- 1975年 - 社名を株式会社アタゴに改称。現在の工場を埼玉県深谷市へ移転。
- 1985年 - 取締役会長雨宮喜平冶、取締役社長雨宮重夫それぞれ就任
- 1994年 - 取締役会長に雨宮かずゑが就任
- 2000年 - 専務取締役に雨宮秀行が就任
- 2006年 - 取締役会長雨宮重夫、取締役社長雨宮秀行それぞれ就任
- 2011年 - 深谷工場竣工
- 2012年 - 本社所在地を現在の東京都港区芝公園に移転

## 受賞・選定
1977年
- 黄綬褒章

1984年
- 瑞宝章 勲五等

1998年
- グッドデザイン賞 糖度計 PR-1[2]

2003年
- グッドデザイン賞 ポケット糖度計 PAL-1[3]

2006年
- グッドデザイン賞 手持屈折計 MASTER（Series）[4]

2011年
- グッドデザイン賞 株式会社アタゴ　深谷工場[5]

2014年
- 経済産業省「グローバルニッチトップ企業100選」[6]

2019年
- レッド・ドット・デザイン賞 IoT Sensor Hub piccolo[7]

2020年
- 紺綬褒章 [8]
- 経済産業省「2020年版グローバルニッチトップ企業100選」[9]

2021年
- グッドデザイン賞 深谷工場 STB/SDGs[10]

2022年
- グッドデザイン賞 旋光計用温度コントローラー Temp Controller[11]

2023年
- 紺綬褒章 [12]